# Get Born
Get Born é o primeiro álbum de estúdio da banda de rock australiana Jet. Lançado em 14 de setembro de 2003 pela Elektra Records, o álbum foi gravado no Sunset Sound Studios, em Hollywood, sendo descrito como uma "mistura entre a despreocupação blueseira dos White Stripes e a irreverência do AC/DC" e "um lembrete do rock em sua forma mais primitiva, vibrante e honesta".
Após o seu lançamento, Get Born recebeu críticas variadas, em sua maioria baseadas nas semelhanças da sonoridade do álbum com artistas de rock clássico como The Rolling Stones, Iggy Pop e AC/DC, dentre outros. O álbum recebeu uma certificação de platina óctupla pelas suas vendas na Austrália e três certificações de platina, por suas vendas no Reino Unido, no Canadá e nos Estados Unidos, onde atingiu a 26ª posição na parada musical Billboard 200. De Get Born foram extraídos quatro singles, dentre eles "Cold Hard Bitch", que atingiu a primeira posição das paradas musicais Mainstream Rock e Modern Rock Tracks da Billboard e "Are You Gonna Be My Girl", um dos principais sucessos do grupo.

## Antecedentes
De acordo com o vocalista Nic Cester, a formação do Jet tinha, como objetivo, atrair garotas. Em entrevista para a MTV, ele afirmou que "Todo o cenário do rock havia morrido, então nós queríamos tirar as pessoas das raves e colocá-las de volta nos bares. Nós percebemos que, se queríamos fazer isso, precisaríamos de músicas que as garotas iriam querer dançar, porque se as garotas vêm aos shows, os caras virão também."
Em 2002, o Jet lançou o EP Dirty Sweet, com uma tiragem de somente mil cópias. Todavia, a demanda foi tanta que fez-se necessária uma tiragem adicional de mais mil cópias. O lançamento de Dirty Sweet coincidiu com a descoberta da banda The Vines, aumentando o interesse internacional nas bandas de rock australianas. O periódico musical britânico NME elogiou "Take It or Leave It", um single extraído de Dirty Sweet, o que, eventualmente, ocasionou uma proposta de contrato oriunda da Elektra Records. A banda assinou com o selo fonográfico, relançando Dirty Sweet em 2003.

## Composição
O baterista Chris Cester, irmão do vocalista Nic Cester, explicou o processo de composição do Jet: "Ele geralmente começa com um riff ou uma melodia, então alguém dirá, 'Ei, olha isso', e nós brincaremos em cima." O baixista Mark Wilson disse que "Quando nós estamos no ônibus, nós pegamos um pequeno gravador e trabalhamos essas ideias", ainda que, posteriormente, ele tenha afirmado que a banda não mantém o hábito de compor quando está na estrada.
Em entrevista para a MTV, Wilson revelou que as canções de Get Born já estavam prontas há anos. Ele relembrou: "Nós estamos tocando essas canções por muitos anos — antes mesmo do álbum ser gravado". O guitarrista Cameron Muncey afirmou que o material do álbum não era recente, uma vez que a banda já havia gravado as músicas várias vezes, em fitas demo, já que não tinham dinheiro para uma gravação profissional. "Nós éramos tão infelizes e frustrados, porque nós tínhamos o material, mas não podíamos fazer nada com ele." "Cold Hard Bitch" foi a primeira canção composta. Nic relembrou que "Alguém tinha um riff, então nós baseamos a música inteira ao redor dele". Para o vocalista, Get Born "É mais cru do que o demo que nós lançamos [Dirty Sweet], nos timbres e tal, e na medida em que a base do álbum segue, só há duas guitarras ligadas, para mantê-lo fiel. As demos, elas foram feitas com Pro Tools e merda. E o nosso antigo baixista não era tão bom."
As principais influências citadas foram conjuntos clássicos como AC/DC, Rolling Stones, Beatles, T. Rex, Kinks, Faces e conjuntos modernos como Oasis, Pearl Jam, e, sobretudo, o grupo australiano You Am I. Chris Cester comentou a influência do rock clássico no processo de composição da banda: "Eu acho que sempre estivemos interessados em traçar as raízes da nossa música. Nós queríamos olhar através dos anos 60 e 70 e descobrir de onde aquela música viera." Ele complementa: "Nós curtimos totalmente as músicas antigas, pois são melhores que as novas. OK, eu devo ser influenciado pelo Pearl Jam ou pelos Stones, sabe? Mas nós nunca poderíamos soar completamente igual ao The Rolling Stones, porque estamos em 2003 — e todos nós nascemos em 1980, em Melbourne."

## Produção e gravação
Após o relançamento de Dirty Sweet, o Jet, juntamente com o produtor musical Dave Sardy, começou a gravar o seu primeiro álbum, no Sunset Sound Studios, em Hollywood. O vocalista Nic Cester definiu o trabalho da banda com Sardy: "Ele não é daqueles de impôr regras na gravação (...) ele é realmente bom em conhecer a banda com quem está trabalhando, e trazer seus pontos fortes à tona." O baterista Chris Cester, por outro lado, relembrou que "Ele [Sardy] tem o seu próprio jeito de fazer as coisas, então houve muitos confrontos no começo da gravação. Mas nós todos somos realmente bons amigos, então nunca foi uma coisa pessoal. Ele sabe a importância de conseguir um bom (...) som em uma gravação."
Veio de Sardy a ideia de convidar o tecladista Billy Preston — conhecido pelas suas colaborações, sobretudo, com os Beatles, que lhe renderam o apelido de "O Quinto Beatle" — para participar do álbum, conforme dito pelo baterista Chris Cester, em entrevista para a revista Modern Drummer: "Isso foi uma ideia do nosso produtor. Nós apenas olhamos para ele e dissemos, 'Você está brincando?'. Mas ele disse, 'Não. Billy está em L.A.. Vamos ligar para ele.'" Nesta entrevista, Chris definiu o método de gravação empregado por Sardy: "Primeiro, obter todos os sons corretos, dessa forma, você não tem que fazer muita coisa na mixagem."
O processo de gravação chegou a ser interrompido quando a banda foi convidada para abrir os shows dos Rolling Stones na etapa australiana da turnê Licks. Alguns meses após a participação da banda nesta turnê — responsável pelos mais de duzentos shows realizados pelo Jet em 2003 —, em 14 de setembro de 2003, o Jet lançou Get Born.

## Repercussão

### Recepção da crítica
| Críticas profissionais | Críticas profissionais |
| Pontuações agregadas   | Pontuações agregadas   |
| Fonte                  | Avaliação              |
| ---------------------- | ---------------------- |
| Metacritic             | (70/100)               |
| Avaliações da crítica  |                        |
| Fonte                  | Avaliação              |
| Allmusic               | [ 3 ]                  |
| Alternative Press      | (100/100)              |
| E!                     | (83/100)               |
| Entertainment Weekly   | (83/100)               |
| Q                      | (80/100)               |
| Blender                | (70/100)               |
| Spin                   | (67/100)               |
| Rolling Stone          | (60/100)               |
| Pitchfork              | (37/100)               |

Get Born recebeu aclamação da crítica pela sua sonoridade derivada de artistas de rock clássico, como The Rolling Stones, AC/DC, Beatles e Iggy Pop, que foi definida como um "rock enérgico, inspirado pelos anos 60 e 70". Tim Sendra, do Allmusic, definiu as canções do álbum como "cativantes, com refrões para a plateia cantar junto, com muitos 'heys' e palmas", afirmando ainda que Get Born é "uma mistura entre a despreocupação blueseira dos White Stripes com a irreverência do AC/DC. Jogue nisso a pompa do New York Dolls (...) a atitude 'olhem-para-mim' do Oasis e o senso de grandeza do Verve". Heather Phares, também do Allmusic, descreveu o principal single, "Are You Gonna Be My Girl", como "um dos singles mais imediatos — se não criativo — a sair do garage rock revival do começo dos anos 2000". Ele complementa, "'Are You Gonna Be My Girl?' é completamente simples, confiante e transbordante de energia".
Todavia, as comparações com as bandas de rock clássicas constituíram-se, também, em algumas das principais críticas negativas ao álbum, com Nick Sylvester, da Pitchfork, concedendo a Get Born uma avaliação de 3.7 de 10, afirmando que a banda se resume a "tocar músicas de outras pessoas". Sylvester definiu "Are You Gonna Be My Girl" como "uma imitação sem-vergonha de 'Lust for Life', de Iggy Pop". O Sydney Morning Herald diz, sobre Get Born: "Uma lição que o Jet não aprendeu do AC/DC é conhecer suas limitações. Suas tentativas de baladas country estão muito aquém, parcialmente devido às letras sinceras, porém sem significado, e parcialmente porque eles soam como o Oasis".
Metal Mike Saunders, do The Village Voice, escreveu uma crítica mista, afirmando que Get Born apresenta "Vocais exagerados, riffs fora do tempo, e (...) uma fixação por baladas (cinco no total, de treze faixas)". Ele também critica "Are You Gonna Be My Girl", questionando ironicamente se "a máquina do tempo não vetara esse riff para um single fracassado, quatro décadas atrás?" Por outro lado, ele enaltece canções como "Get Me Outta Here", "Take It or Leave It" e "Cold Hard Bitch", afirmando que "soam como o melhor hard rock australiano: acordes abertos sonantes do AC/DC, riffs em andamento moderado, guitarras que tinem e trituram como estrondosos mini-tanques e gritos vocais que são como os Humble Pie desejavam que tivessem soado em 1971". O mesmo ocorre na resenha do The Sydney Morning Herald: "(...) quando voltam a ser uma banda de construção de riffs ásperos, como em 'Cold Hard Bitch' (...) eles têm um estilo divertido e corajoso".

### Prêmios e listagens
Pelo seu trabalho em Get Born, o Jet foi indicado para seis categorias no ARIA Awards, uma cerimônia anual de premiação da Australian Recording Industry Association: Melhor Grupo, Álbum do Ano, Melhor Álbum de Rock, Artista Revelação, Single do Ano (para "Are You Gonna Be My Girl") e Álbum Mais Vendido. A banda saiu vencedora de todas as categorias, com exceção de Álbum Mais Vendido (que foi para Innocent Eyes, da cantora Delta Goodrem). Ademais, Get Born foi listado na 25ª posição da lista dos 100 melhores álbuns australianos da história, elaborada pela estação de rádio australiana Triple J e, também, foi eleito 20º melhor álbum de 2003 pela revista britânica NME.

### Paradas musicais
Get Born estreou na terceira posição, vindo a atingir a primeira, na parada de álbuns australiana, em 23 de Maio de 2004 — recebendo a certificação de platina óctupla. No Reino Unido, o álbum estreou na 17ª posição na UK Albums Chart, vindo a atingir a 14ª posição em Junho de 2004; na norte-americana Billboard 200, atingiu a 26ª posição, recebendo certificação de platina.
"Are You Gonna Be My Girl" estreou na 29ª posição na Austrália, atingindo o seu ápice, a 20ª posição, em Janeiro de 2004. O single recebeu a certificação de ouro na Austrália e nos Estados Unidos. No Reino Unido, estreou na 23ª posição da UK Singles Chart, e, após seu relançamento, em 24 de maio de 2004, atingiu a 16ª posição. Nos Estados Unidos, "Are You Gonna Be My Girl" foi à 29ª posição da Billboard Hot 100 e atingiu o terceiro lugar da Alternative Songs.
O segundo single, "Rollover DJ", atingiu a 31ª posição na Austrália, a 34ª posição no Reino Unido, e a 14ª posição nos Estados Unidos, na Alternative Songs. "Look What You've Done" — que recebeu a certificação de ouro nos Estados Unidos — atingiu a 14ª posição na Austrália e a 28ª posição no Reino Unido; nos Estados Unidos, o single foi à 37ª posição da Hot 100 e à 3ª posição da Alternative Songs.
"Cold Hard Bitch" foi lançada, nos Estados Unidos, como segundo single de Get Born, atingindo a 55ª posição da Hot 100 e o topo da Alternative Songs; na Austrália e no Reino Unido, por sua vez, foi lançada como quarto single, atingindo a 33ª e a 34ª posição, respectivamente. "Get Me Outta Here", apesar de não ter sido lançada como single, também apareceu nas listas britânicas, na 37ª posição.
| 2004                                       | Austrália            | ARIA Top 40          | 1  |
| 2004                                       | Reino Unido          | UK Albums Chart      | 14 |
| 2004                                       | Itália               | FIMI                 | 14 |
| 2004                                       | Nova Zelândia        | RIANZ                | 17 |
| 2004                                       | Alemanha             | Media Control Charts | 19 |
| 2004                                       | Estados Unidos       | Billboard 200        | 26 |
| 2004                                       | República da Irlanda | Irish Albums Chart   | 40 |
| 2004                                       | Áustria              | Ö3 Austria Top 40    | 51 |
| 2004                                       | Países Baixos        | Mega Charts          | 68 |
| *↑ Refere-se a posição mais alta atingida. |                      |                      |    |

| 2003                                                 | "Are You Gonna Be My Girl"                   | 20 | 23 | 29 | 3  | - AUS: Ouro - EUA: Ouro |
| 2003                                                 | "Rollover DJ"                                | 31 | 34 | —  | 14 |                         |
| 2004                                                 | "Look What You've Done"                      | 14 | 28 | 37 | 3  | - EUA: Ouro             |
| 2004                                                 | "Are You Gonna Be My Girl" (relançamento)    | —  | 16 | —  | —  |                         |
| 2004                                                 | "Cold Hard Bitch"                            | 33 | 34 | 55 | 1  |                         |
| 2004                                                 | "Get Me Outta Here" (somente no Reino Unido) | —  | 37 | —  | —  |                         |
| "—" denota lançamentos que não entraram nas paradas. |                                              |    |    |    |    |                         |

## Faixas
| N.º            | Título                     | Compositor(es)                    | Duração     |  |
| 1.             | "Last Chance"              | N. Cester / C. Muncey             | 01:52       |  |
| 2.             | "Are You Gonna Be My Girl" | N. Cester / C. Muncey             | 03:34       |  |
| 3.             | "Rollover DJ"              | N. Cester / C. Cester             | 03:17       |  |
| 4.             | "Look What You've Done"    | N. Cester                         | 03:50       |  |
| 5.             | "Get What You Need"        | N. Cester / C. Cester / C. Muncey | 04:08       |  |
| 6.             | "Move On"                  | N. Cester / C. Cester             | 04:21       |  |
| 7.             | "Radio Song"               | N. Cester / C. Cester / C. Muncey | 04:32       |  |
| 8.             | "Get Me Outta Here"        | N. Cester / C. Cester             | 02:56       |  |
| 9.             | "Cold Hard Bitch"          | N. Cester / C. Cester / C. Muncey | 04:03       |  |
| 10.            | "Come Around Again"        | N. Cester / C. Muncey             | 04:30       |  |
| 11.            | "Take It or Leave It"      | N. Cester / C. Muncey             | 02:23       |  |
| 12.            | "Lazy Gun"                 | N. Cester / C. Cester             | 04:42       |  |
| 13.            | "Timothy"                  | C. Cester                         | 04:32       |  |
| 14.            | "Sgt. Major[*]"            | N. Cester / C. Cester             | 04:05       |  |
| Duração total: | Duração total:             | Duração total:                    | 49:00/53:05 |  |

*↑ Faixa bônus presente na edição limitada.

## Equipe
Jet:
- Nic Cester — vocal, guitarra
- Chris Cester — bateria, vocal de apoio
- Cameron Muncey — guitarra, vocal de apoio
- Mark Wilson — baixo, vocal de apoio, piano (em "Look What You've Done") e harmônica (em "Move On")

Músicos adicionais:
- Billy Preston — teclado
- Roger Joseph Manning Jr. — teclado
- Andre Warhurst — guitarra slide em "Move On"
- Dave Sardy — pandeireta, guitarra slide em "Lazy Gun", guitarra adicional em "Are You Gonna Be My Girl"

Equipe técnica:
- Dave Sardy — mixagem, produção
- Stephen Marcussen — masterização
- Greg Gordon — edição, engenharia
- Evil Chris — engenharia
- Greg Fidelman — engenharia
- Greg Gigendad Burke — direção de arte
- Phil Knott — fotografia